# Наташа Бошковић
Наташа Бошковић (Београд, 2. фебруар 1901 — Њујорк, 30. јун 1973) била је српска примабалерина. Прва је и највећа српска балерина међуратне епохе. Њено балетско дело од непролазне је вредности и значаја за српску балетску уметност и заузима значајно место у оквирима светске балетске уметности.

## Уметничка каријера
Дебитовала је 1922. године а 1926. године успева да се избори за равноправно место у Народном позоришту, поред примабалерина Рускиња, Јелене Пољакове, Маргарите Фроман и Нине Кирсанове. Тако постаје највећа српска балерина епохе између два светска рата.
Интернационалну каријеру започела је у Барселони 1927. године.
Њена уметничка заоставштина, по њеној жељи, поклоњена је Музеју позоришне уметности Србије.
Шлколовала се у Београду код Јелене Пољакове и у Паризу код Олге Преображенске. Због изразитог талента и играчке технике, била је прва наша балерина која се могла мерити са славним руским балеринама.
Дебитовала је у Београду 1922, у сезонама 1928 — 1930. гостовала у Барселони, а 1934—1938. као прима балерина руске балетске трупе d‘ Andrea наступала је у Африци, Азији и Аустралији. Последње године проживела је у САД као балетски педагог.

## Значајне улоге
Најуспелије креације остварила је у балетима: „Петрушка“ (Игор Стравински), „Лицитарско срце“ (Крешимир Барановић), „Жизела“ (Адолф Адам), „Успавана лепотица“ и „Лабудово језеро“ (Петар Иљич Чајковски).